# Torre Glòries
La Torre Glòries, anteriormente denominada Torre Agbar (acrónimo de Aguas de Barcelona), es un rascacielos de la ciudad de Barcelona, España, ubicado en la confluencia de la avenida Diagonal y la calle Badajoz, junto a la plaza de las Glorias, y que marca la puerta de entrada al distrito tecnológico de Barcelona conocido como distrito 22@. Tiene 34 plantas sobre la superficie además de cuatro plantas subterráneas para un total de 144 metros de altura, convirtiéndose, en el momento de su apertura (junio de 2005), en el tercer edificio más alto de la capital de Cataluña, solo superado por el Hotel Arts Barcelona y la Torre Mapfre (ambos con 154 metros de altura). 
El edificio posee en total 50 693 metros cuadrados de superficie, de los que 30 000 son de oficinas, 3210 de instalaciones técnicas, 8132 de servicios, incluyendo un auditorio, y 9132 de aparcamiento. 
Fue inaugurado oficialmente por los reyes de España el 16 de septiembre de 2005 y tuvo un coste de 130 millones de euros.
Su segundo propietario fue el grupo multinacional Agbar, que tiene su sede corporativa en el mismo y que ocupa la mayoría de sus plantas destinando el resto a alquiler. Agbar adquirió la torre en marzo de 2010 tras llegar a un acuerdo con su anterior propietario, el grupo inversor Azurelau, por el que se comprometía a desembolsar 165 millones de euros. Con anterioridad Azurelau había adquirido la propiedad del inmueble a mediados del 2007 tras desembolsar una cantidad que no se hizo pública a la firma promotora, Inmobiliaria Layetana.
El 16 de noviembre de 2013 se hizo saber que la cadena hotelera estadounidense Hyatt había adquirido el rascacielos, intentando convertirlo en un hotel de lujo. La compra, efectuada por un grupo inversor liderado por Emin Capital, se efectuó por 150 millones de euros.
Desde enero de 2017 es propiedad de Merlin Properties.

## Diseño
La torre fue diseñada por el arquitecto Jean Nouvel en colaboración con la firma b720 Fermín Vázquez Arquitectos. La construcción, según explicó el propio Nouvel, se vio fuertemente influenciada por alguno de los símbolos más representativos de la cultura catalana. Por un lado se inspiró en la obra del arquitecto catalán Antoni Gaudí tomando como referencia los campanarios de la Sagrada Familia y basándose a su vez en la idea del hotel Attraction, un supuesto proyecto realizado por el maestro reusense en 1908 para unos empresarios hoteleros de Nueva York que fue rediseñado en 1956 por su discípulo Joan Matamala y que en 1978 se incluyó en el libro Delirious New York de Rem Koolhaas, de referencia para muchos arquitectos. Además, como homenaje a la Sagrada Familia, la parte orientada al norte de la torre fue diseñada con la intención de obtener una vista panorámica óptima del templo. A su vez, Nouvel se inspiró en los característicos pináculos de la montaña de Montserrat, de gran significado para Cataluña al ser el lugar donde se encuentra el templo que aloja a su patrona.
Nouvel explicó que la Torre Agbar huía de la concepción predominante en Norteamérica de lo que debía ser un rascacielos con formas paralelepípedas. La intención del arquitecto fue hacer que esta emergiera del suelo de una forma especial por lo que, al ser una torre dedicada a sede de una compañía de servicios relacionados con el agua, se apoyó en la metáfora de un géiser brotando desde las profundidades marinas.

## Construcción

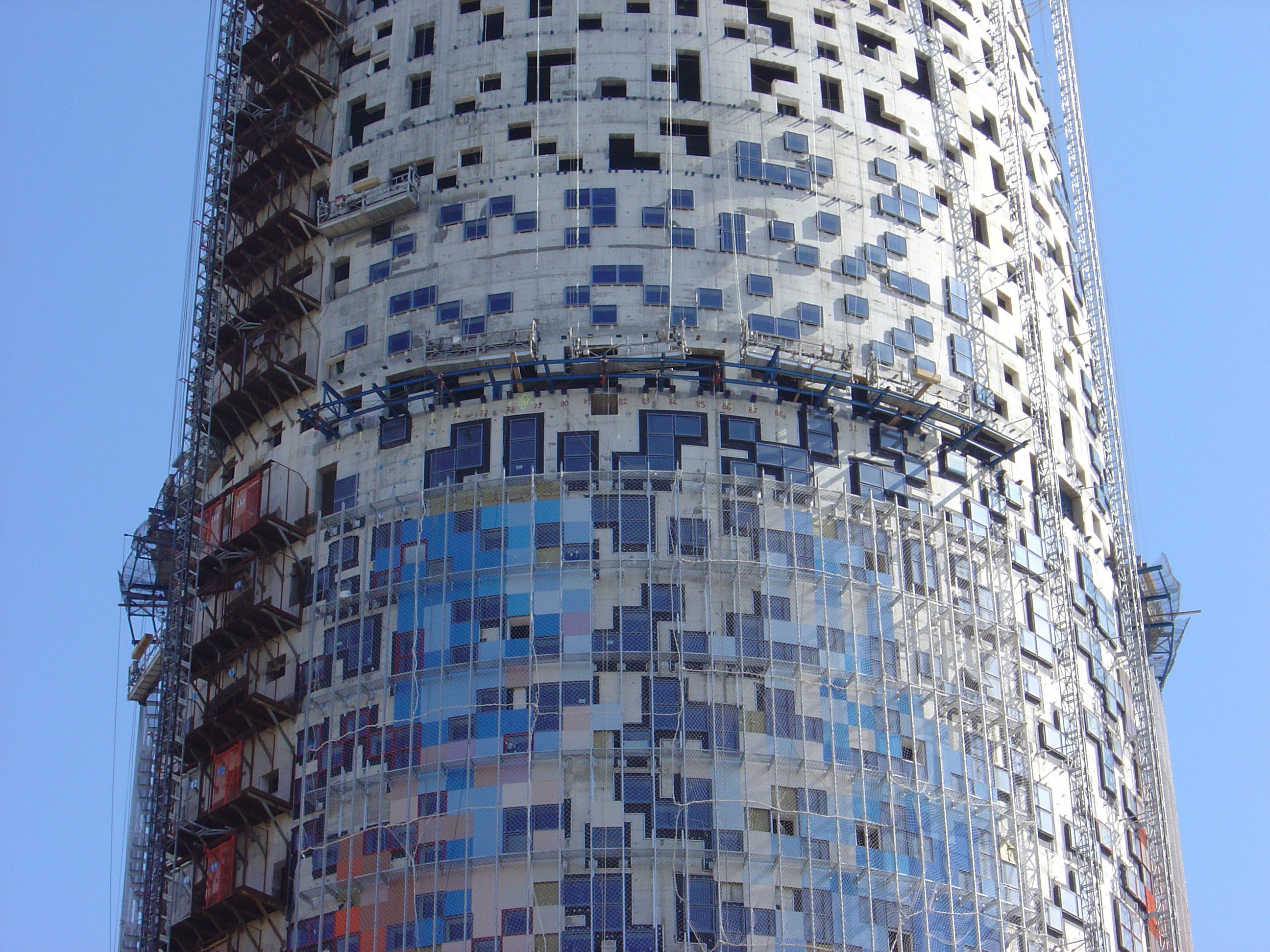
Estado de la construcción en 2004

El proceso de construcción de la torre, llevado a cabo por la empresa Dragados, se alargó durante cerca de seis años desde que a mediados de 1999 se iniciaron las actividades para el acondicionamiento del solar que habría de acoger el edificio, hasta principios de 2005 en que se dio por finalizada la obra. Hasta un total de 1174 profesionales y operarios colaboraron en mayor o menor medida para llevar la obra a buen puerto. Fue inaugurada por los Reyes de España Juan Carlos y Sofía el día 16 de septiembre de 2005.

## Características

### Materiales
Los materiales principales empleados en la construcción del edificio fueron por un lado el hormigón con el que se realizó la estructura de la torre y por otro lado el aluminio y el vidrio que en forma de chapa lacada de distintos colores el primero y de lamas de 120 x 30 cm el segundo (en un total de 59 619) recubren la totalidad de los aproximadamente 16 000 m² de superficie exterior del mismo. Además las lamas presentan distintas inclinaciones y opacidades, lo que unido a las distintas tonalidades del aluminio, altera el equilibrio cromático de la torre en función del momento del día y la estación del año correspondiente.
Para la culminación del proyecto fueron necesarios un total de 25 000 m³ de hormigón y 250 000 kg de acero.

### Forma y estructura

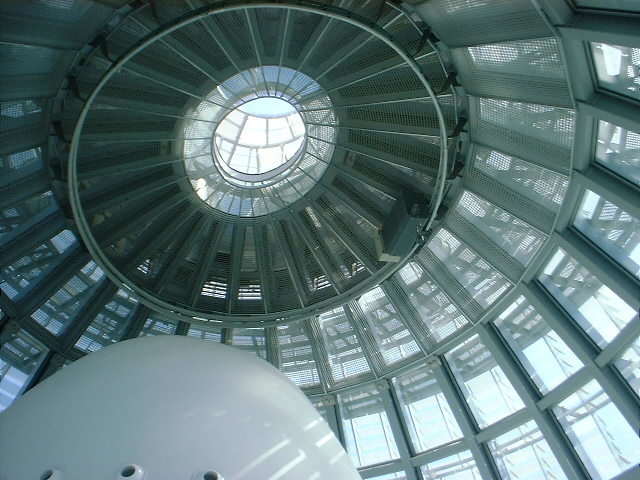
Cúpula de la torre vista desde su interior donde se puede apreciar el extremo superior del cilindro interior de la torre.

La estructura se conforma de dos cilindros ovales no concéntricos de hormigón de forma que uno está cubierto totalmente por el otro. El cilindro exterior está finalizado por una cúpula de cristal y acero lo que como resultado confieren a la torre su característica forma de bala. En este cilindro exterior, con un grosor de 45 cm en la base y de 25 en su cima se sitúan las aberturas (4359 en total) y las ventanas (4500), mientras que en interior, de 50 cm en la base y 30 es su parte más alta, es donde están los ascensores, las escaleras y las instalaciones.

### Distribución
El edificio se distribuye en un total de 38 plantas de las cuales 34 se sitúan por encima del nivel del suelo y cuatro plantas son subterráneas. De estas últimas, dos plantas acogen un auditorio con capacidad para 316 personas además de otros servicios como entrada de mercancías o archivo y las otras dos están destinadas a estacionamientos. Por su parte, de las 34 plantas situadas por encima del rasante, 28 son destinadas a oficinas, 3 son plantas técnicas donde se encuentran las instalaciones del edificio, 1 se dedica a salas polivalentes, otra acoge la cafetería y la última está destinada a ser un mirador justo por debajo de la cúpula de la torre.
En total la torre alberga 30 000 m² destinados a oficinas, 3210 m² para plantas técnicas de instalaciones, 8351 m² repartidas entre los distintos servicios y el auditorio además de 9132 m² destinadas a estacionamientos.

### Iluminación

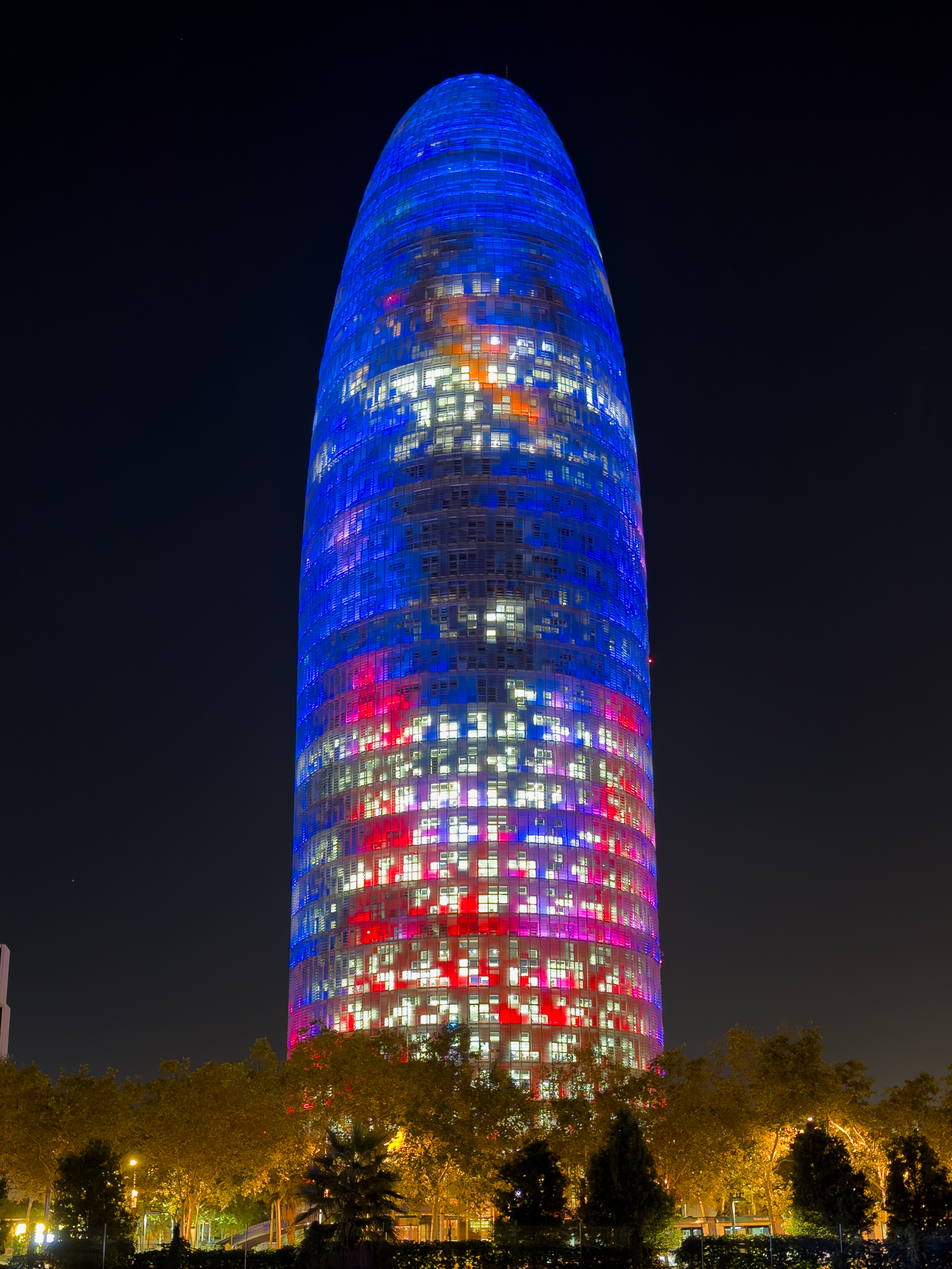
Iluminación nocturna de la torre

Uno de los elementos más característicos del edificio es su iluminación nocturna. La torre dispone de más de 4500 dispositivos led, que se pueden poner en funcionamiento de forma independiente y que posibilitan la generación de imágenes luminosas en la totalidad de su fachada. El sistema permite reproducir 16 millones de colores, gracias a un sofisticado sistema de hardware y software, además de la capacidad de crear transiciones de color también independientes, sin apreciarse retrasos y creando un efecto impactante. La eficiencia energética de dicha tecnología led supone que el coste de tener la fachada completamente iluminada durante una hora sea de unos seis euros.
El peculiar sistema de iluminación del edificio, bautizado por su creador Yann Kersalé como Diffraction y definido por el mismo como "una vaporosa nube de color que busca el efecto moiré", se puede disfrutar diariamente durante varias horas y es además empleado con frecuencia en la celebración de distintos acontecimientos, como el nombramiento de Barcelona como capital de la Unión para el Mediterráneo, el 50 aniversario del Tratado de Roma y la conmemoración del día del autismo, entre otros.

### Consumo energético
La temperatura en el interior del edificio está regulada por un sistema VRV que organiza cada planta del mismo en 27 zonas diferenciadas y que actúa de forma inteligente en cada una de ellas optimizando la cantidad de energía que se utiliza, de forma que, por ejemplo, no proporciona calor a despachos que están desocupados o zonas destinadas a almacenamiento. Las luces también son controladas mediante un sistema informático, que las regula automáticamente en función de si un determinado espacio está siendo ocupado o no. Además, parte de las casi 60 000 lamas que recubren la fachada poseen placas fotovoltaicas que acumulan energía solar que es empleada para autoabastecer las necesidades de la torre.
A mediados de 2011, la Comisión Europea decidió distinguir a la Torre Agbar con el título de Edificio Verde por su eficiencia energética, así como por las reducidas emisiones de CO2 en relación con edificios de similares características.

## Un icono de Barcelona

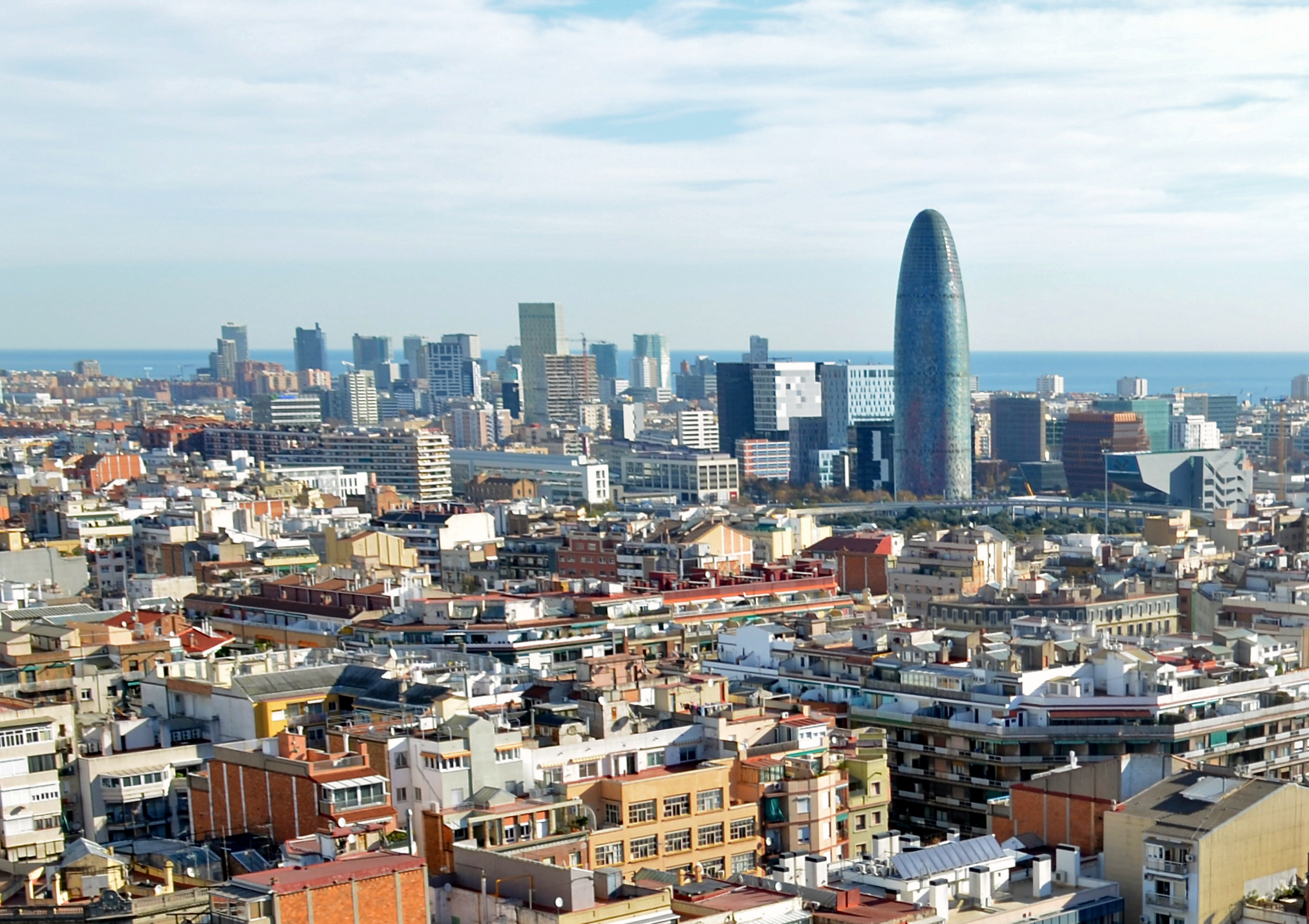
Vista parcial de Barcelona con la Torre Glòries sobresaliendo sobre el resto de los edificios

Una vez finalizada, la Torre Agbar se convirtió rápidamente en un icono arquitectónico de la ciudad de Barcelona y en uno de sus edificios más conocidos. Pese a que en un inicio no fue ajena a las críticas de ciudadanos y expertos que entendían que una construcción de sus características difícilmente encajaba en los esquemas de una ciudad como Barcelona, con el paso del tiempo se acabó convirtiendo en uno de los símbolos que identifican universalmente a esta ciudad española y en uno de sus atractivos turísticos.
A mediados de 2008, diversas instituciones públicas catalanas confeccionaron una lista en la que se incluyeron los que a su juicio eran los principales iconos culturales de la comunidad autónoma y que pretendían servir como modelos para souvenires turísticos identitarios de Cataluña, siendo la torre incluida en dicha lista.
La popularidad de la torre entre los turistas es tal que la visita a la misma ha pasado a formar parte de alguna de las rutas de autobuses turísticos (e incluso del helicóptero turístico) que recorren los puntos más representativos de la ciudad y la posibilidad de visitar su interior es una de las actividades reclamadas por muchos de ellos.
La repercusión que ofrece la imagen de la torre ha ocasionado, que numerosos colectivos hayan elegido sus inmediaciones como lugar elegido para llevar a cabo sus reivindicaciones, llegando en algún caso incluso a entrar en la misma por la fuerza.

### Campanadas de fin de año
Desde que en 2006 TV3, la principal televisión autonómica de Cataluña, decidiera utilizar como las posibilidades visuales que el especial sistema de iluminación de la Torre Agbar ofrecía para retransmitir las campanadas de fin de año, esta se ha convertido en el escenario elegido por miles de barceloneses y visitantes de la ciudad para dar la bienvenida al año nuevo. Esta elección de la torre como icono de la ciudad en relación con las celebraciones del cambio de año han permitido a Barcelona el que empiece a aparecer en las televisiones de todo el mundo junto a las de lugares tan emblemáticos como Sídney, Madrid, París, Londres o Nueva York, situación que con anterioridad a 2006 no se producía al carecer los lugares elegidos por TV3 de la proyección internacional que sí que provee el edificio de Jean Nouvel.

## Controversias

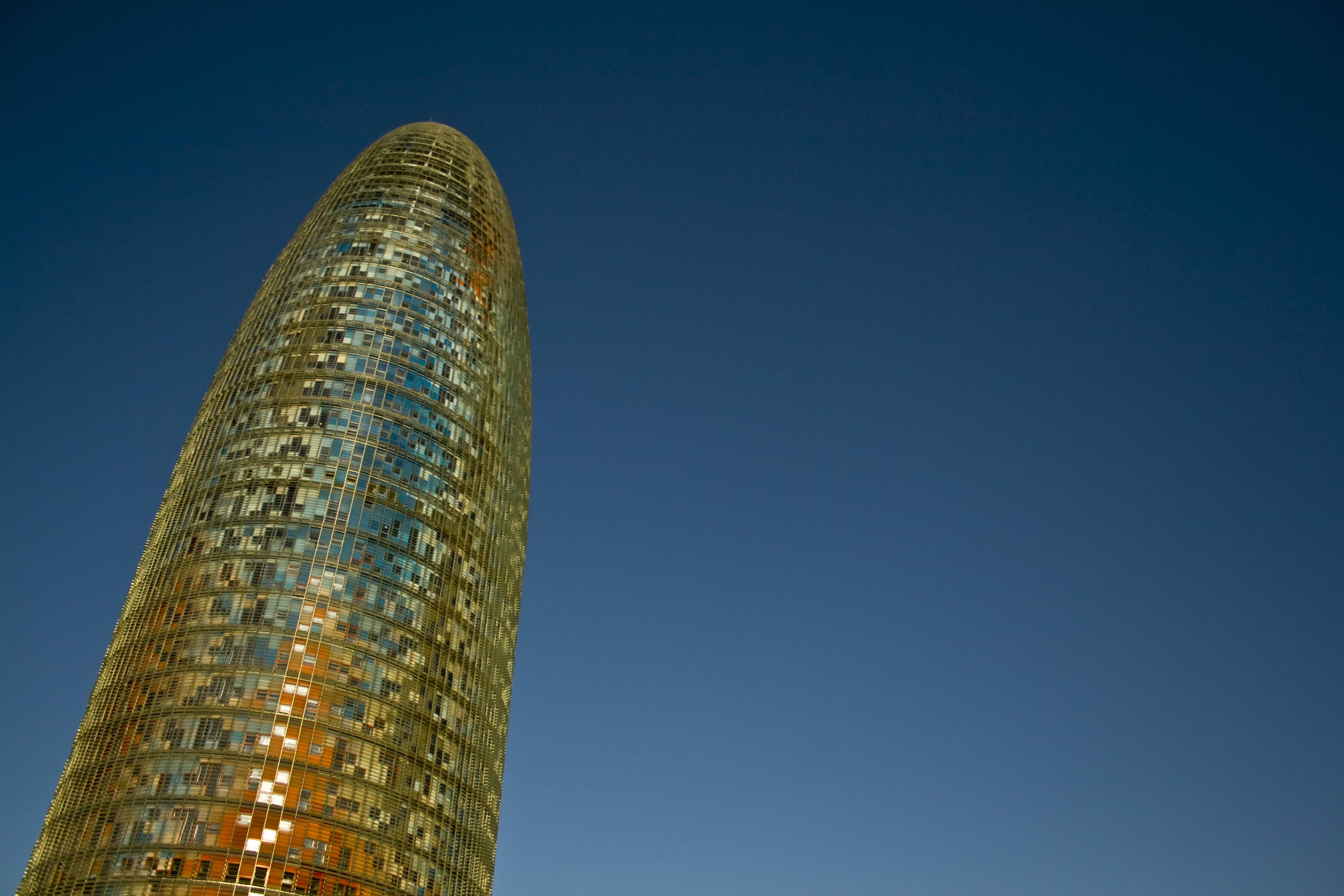
Vista de la torre desde la calle, en la que se puede apreciar su forma

### Lipoatrofia semicircular
En abril de 2007 se detectó en la torre un caso de un trabajador afectado por lipoatrofia semicircular, una rara enfermedad relacionada con acumulación de electricidad estática y la falta de humedad, de la que ya se tenía conocimiento al haber surgido brotes en otros edificios de oficinas de la capital catalana. A mediados de 2007, ya eran al menos 40 los trabajadores de la torre afectados, que se unían a los centenares diagnosticados en toda Cataluña y que llevaron al gobierno autonómico de la Generalidad a reconocer esta dolencia como enfermedad laboral.

### Forma
Desde su creación, la forma de la torre es, para algunos, evocadora de la arquitectura fálica. En un artículo de opinión publicado en El País, se describía que el arquitecto, Jean Nouvel, no había tenido en cuenta las características del entorno sobre el que se levanta su edificio. El propio arquitecto no ha sido ajeno a esta polémica y si bien en su momento desmintió que su obra tuviera ninguna reminiscencia sexual, posteriormente reconoció que no le sorprendía que el edificio fuera identificado por muchos con un falo, sobre todo para los no ciudadanos de Barcelona, al no tenerse fuera de la misma tan claras las referencias de los pináculos de Montserrat o de la obra de Gaudí que según el autor fueron los verdaderos inspiradores de la torre.

### Inspiración en símbolos catalanes

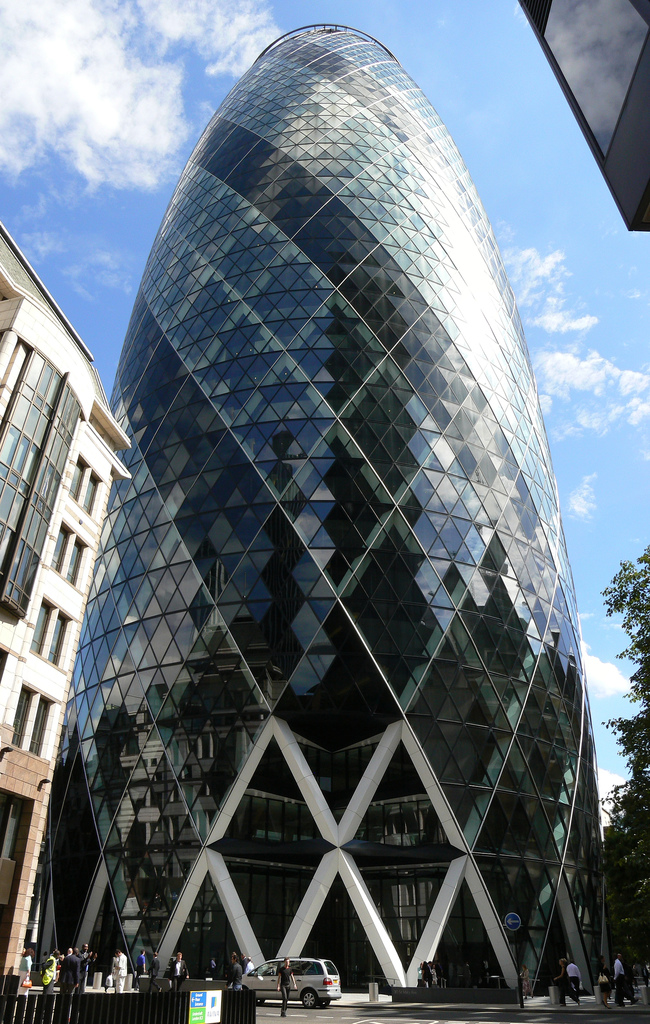
30 St Mary Axe, Londres

Jean Nouvel siempre defendió que su obra se había inspirado en diferentes símbolos muy arraigados a Cataluña como la obra de Gaudí o los pináculos de la montaña de Montserrat. El arquitecto incluso llegó a decir que su torre «podría ser un eco lejano de las antiguas obsesiones catalanas traídas por el viento que sopla desde Montserrat». A este respecto algunos autores han defendido que dichas referencias tienen escaso fundamento y que en todo caso no fueron las que inicialmente llevaron al artista a concebir su obra, recordando que se han fijado en construcciones ya realizadas en otras partes del mundo como 30 St Mary Axe de Londres construida dos años antes, que en principio nada tendrían que ver con los símbolos reclamados por Nouvel como fuente, pero que, como la St Mary Axe son muy similares.

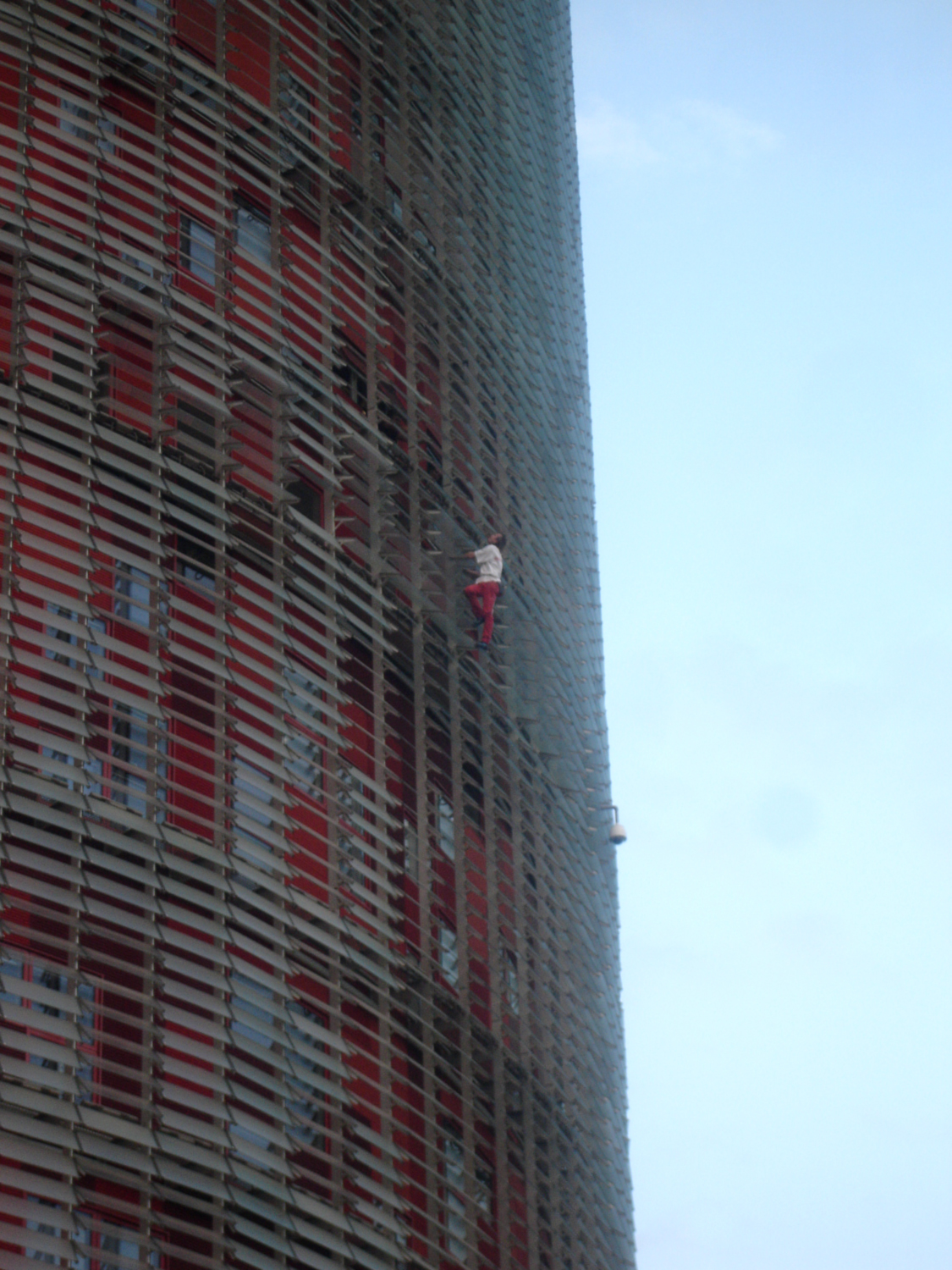
Alain Robert escalando la Torre Agbar de Barcelona el 12 de septiembre de 2007